# Kanał Centralny
Kanał Centralny (fr. Canal du Centre, także Canal du Charoillas) – kanał wodny we Francji, który łączy Loarę z Saoną. Jego długość wynosi 112 km. Został zbudowany w latach 1784–1790. Służył m.in. obsłudze transportowej ośrodka przemysłowego Le Creusot. Wiedzie z Digoin do Chalon-sur-Saône w Burgundii.
Dzisiaj kanał wykorzystywany jest głównie turystycznie oraz jako droga spławu węgla kamiennego.